# Stor-Grässjön
Stor-Grässjön är en sjö i Krokoms kommun i Jämtland och ingår i Indalsälvens huvudavrinningsområde. Sjön har en area på 1,7 kvadratkilometer och ligger 387,3 meter över havet. Sjön avvattnas av vattendraget Grässjöbäcken.

## Delavrinningsområde
Stor-Grässjön ingår i det delavrinningsområde (705392-138604) som SMHI kallar för Utloppet av Stor-Grässjön. Medelhöjden är 405 meter över havet och ytan är 6,46 kvadratkilometer. Räknas de 5 avrinningsområdena uppströms in blir den ackumulerade arean 54,98 kvadratkilometer. Grässjöbäcken som avvattnar avrinningsområdet har biflödesordning 3, vilket innebär att vattnet flödar genom totalt 3 vattendrag innan det når havet efter 323 kilometer. Avrinningsområdet består mestadels av skog (58 procent). Avrinningsområdet har 1,7 kvadratkilometer vattenytor vilket ger det en sjöprocent på 26,3 procent.